# Una vittima scomoda
Una vittima scomoda (The Murder Book, 2001) è il quindicesimo romanzo giallo dello scrittore statunitense Jonathan Kellerman, che ha come protagonista lo psicologo Alex Delaware.

## Trama
La madre di un'ex paziente (Lauren Teague) telefona ad Alex Delaware per comunicargli che la figlia è sparita. Alex aveva avuto in cura Lauren per poco tempo quand'era teenager, e si sente di aver sbagliato a rapportarsi con lei. Quindi, progetta di rimediarci aiutando a ritrovarla. Dopo la scoperta del cadavere di Lauren, Milo e Alex iniziano a scavare nel suo passato per trovare il suo assassino.

## Personaggi
- Alex Delaware
- Milo Sturgis, detective
- Lauren Teague, ex paziente e vittima di omicidio